# کارلسدورف
کارلسدورف (به آلمانی: Karlsdorf) یک شهر در آلمان است که در زاله‌هلتسلاند واقع شده‌است. کارلسدورف ۱۱۶ نفر جمعیت دارد.